# تشارلز دابن
تشارلز دابن هو محامي كندي، ولد في 4 أبريل 1921 في هاميلتون في كندا، وتوفي في 27 أكتوبر 2008 في تورونتو في كندا بسبب ذات الرئة.